# Điệp vụ Biển Đỏ
Điệp vụ Biển Đỏ (tiếng Trung: 紅海行動, tiếng Anh: Operation Red Sea) là một bộ phim điện ảnh Trung Quốc – Hồng Kông thuộc thể loại hành động – chiến tranh – tội phạm – giật gân ra mắt vào năm 2018 do Lâm Siêu Hiền làm đạo diễn kiêm viết kịch bản, với sự tham gia diễn xuất của các diễn viên gồm Trương Dịch, Hoàng Cảnh Du, Hải Thanh, Đỗ Giang và Tưởng Lộ Hà. Do chính quyền và quân đội Trung Quốc đặt hàng thực hiện, tác phẩm được dựa trên sự kiện sơ tán 225 người nước ngoài và hơn 600 công dân Trung Quốc bị mắc kẹt tại cảng Aden, miền nam Yemen, khi cuộc nội chiến của nước này nổ ra vào năm 2015. Bộ phim được ghi hình từ giữa tháng 2 đến cuối tháng 7 năm 2017 trên ba địa điểm chính gồm Casablanca, Tam Á và Trạm Giang.
Điệp vụ Biển Đỏ có buổi công chiếu tại Trung Quốc vào ngày 16 tháng 2 năm 2018, trùng với mùng 1 Tết Nguyên Đán, đóng vai trò là tác phẩm để kỷ niệm 90 năm thành lập Quân Giải phóng Nhân dân Trung Quốc, cũng như chào mừng Đại hội toàn quốc lần thứ 19 của Đảng Cộng sản Trung Quốc. Bộ phim cũng được công chiếu tại Việt Nam vào ngày 16 tháng 3 cùng năm trước khi bất ngờ rút khỏi các rạp chiếu chỉ sau một tuần ra mắt do vướng phải chi tiết gây tranh cãi. Sau khi ra mắt, tác phẩm nhận về những lời khen ngợi từ giới chuyên môn và là một thành công lớn về mặt doanh thu khi thu về 579,2 triệu USD, trở thành bộ phim Trung Quốc có doanh thu cao nhất năm 2018 nói riêng và bộ phim có doanh thu cao thứ 12 tại Trung Quốc nói chung. Ngoài việc giành được nhiều giải thưởng cao quý, tác phẩm còn được chọn để dự thi ở hạng mục Phim quốc tế hay nhất tại giải Oscar lần thứ 91, song không được đề cử.